# ELAR
ELAR (lub ELAR 5) – polski zespół rockowy założony w 1964 roku we Wrocławiu. Zakończył działalność w 1971 roku.
Był on ściśle związany z wrocławskim środowiskiem studenckim, dzięki czemu miał przed sobą wyraźną perspektywę rozwoju dającą możliwość kształtowania artystycznego wyrazu w swoich muzycznych propozycjach i scenicznych produkcjach, skierowanych do określonego odbiorcy. W drugiej połowie lat 60. ELAR był bardzo popularną i wpływową grupą we Wrocławiu. Obecnie nazywany przez muzycznych kronikarzy pierwszym wrocławskim zespołem rockowym z prawdziwego zdarzenia. W zespole występował Waldemar Domagała, późniejsza podpora jednego z pierwszych składów Nurtu, a przede wszystkim grupy Homo Homini oraz późniejsi założyciele grupy Romuald & Roman: Roman Runowicz, Romuald Piasecki i Stanisław Lose – ELAR był bezpośrednim źródłem inspiracji dla członków pierwszego składu tego zespołu.

## Historia

### Początki działalności
W roku 1964 w świetlicy akademika T-4 Politechniki Wrocławskiej powstał zespół, który początkowo przybrał nazwę Studencki Kwartet Gitarowy ELAR 4. EL-AR stanowi skrót powstały od pierwszych liter nazw wydziałów Elektroniki i Architektury na których studiowali jego założyciele. Od początku działalności związany był z tzw. kulturę studencką i stąd jego współpraca z ZSP oraz występy pod egidą Rady Uczelnianej Zrzeszenia Studentów Polskich Politechniki Wrocławskiej. Pierwszy skład grupy tworzyli: Roman Runowicz (śpiew, gitara), Jan Urbanowicz (gitara), Zbigniew Marchewka (gitara basowa) i Janusz Rodziewicz (perkusja). Początkowo motorem napędowym grupy był Runowicz, który w 1965 roku zaprosił i włączył do jej działań artystycznych Waldemara Domagałę (śpiew, gitara, harmonijka ustna, flet). Wraz z jego pojawieniem się podniósł się znacznie poziom muzyczny i kultura wykonawcza zespołu, zaś jego członkowie zmienili jego nazwę na ELAR 5. Studencka przyjaźń Domagały z Runowiczem gruntownie odmieniła muzyczne oblicze ELARU, dzięki czemu przestał on kopiować The Shadows i już po roku sięgnął po utwory z repertuaru The Beatles (An I Love Her) i The Rolling Stones (Off the Hook) oraz rozpoczął pracę nad własnymi kompozycjami. Pieczę nad zespołem w roli organizatora, od samego początku sprawował Stanisław Lose (ówczesny student wydziału Architektury), twórca scenografii i oprawy widowiskowej występów. Zajmował się on także całym zapleczem organizacyjnym, tzn. dostarczał stroje estradowe, plakaty, afisze, produkował szafy głośnikowe na wzór aparatury marki Vox oraz dbał o właściwą ekspozycję muzyki ELAR-u podczas wszelkiego rodzaju dużych imprez miejscowych i wyjazdowych. Pomysły te rozwinął później wraz z powstaniem grupy Romuald & Roman (m.in. projekcje filmowe, czy tzw. olejowe projekcje psychedelic).

### Pierwsze sukcesy
W roku 1965 zespół odniósł pierwszy znaczący sukces, zdobywając I nagrodę podczas turnieju bigbitowego „O Złota Gitarę Miasta Wrocławia”. Na scenie ogólnopolskiej zaistniał dzięki udziałowi w II Ogólnopolskim Przeglądzie Zespołów Muzyki Rozrywkowej w Gliwicach (maj 1966), gdzie Waldemar Domagała zajął III miejsce w kategorii „Wokalista”. Tamże pracownicy P. R. Katowice nagrali wykonane na żywo (bez udziału publiczności) 3 utwory zespołu: Batiarka, Tylko raz (muz. i sł. J. Urbanowicz) i Każdy ma swój dzień (muz. i sł. R. Runowicz). Rok później, występując na tej samej imprezie ELAR 5 zajął III miejsce w kategorii „Zespół” (ex aequo z Passatami). Za sprawą załatwionych przez Losego marynarek z chińskiego atłasu formacja nienagannie prezentowała się na scenie, przez co w roku 1966 otrzymała dowcipny, acz złośliwy przydomek „Kobietony” (Bogusław Klimsa twierdzi, że w 1968 r. uniformy te przejęła wrocławska grupa Romuald & Roman). W latach 1966 i 1967 Elar gościł w Telewizji Polskiej, wystąpił w Programie III Polskiego Radia w audycji radiowej poświęconej działalności zespołu. Ponadto zaczął regularnie występować we wrocławskim klubie studenckim Pałacyk (było to miejsce spotkań, które w owym czasie miało wyrobioną renomę w całym kraju i było zorientowane na jazz, przez co niewielu zespołom rockowym udało się tam wystąpić), a także w wielu innych klubach wrocławskich (Piwnica Świdnicka, Społem i in.). W tym okresie zespół był już trzykrotnym zdobywcą proporca ZSP i „Złotej Gitary Miasta Wrocławia”, laureatem wrocławskich eliminacji do Wiosennego Festiwalu Muzyki Nastolatków (1966) oraz laureatem I miejsca na III Ogólnopolskim Przeglądzie Zespołów Muzyki Rozrywkowej w Gliwicach (1967).  W 1967 roku Zbigniewa Marchewkę zastąpił były gitarzysta solowy Grupy I, Romuald Piasecki (gitara basowa), a wraz z nim dołączył wybitny wrocławski elektronik, twórca wzmacniaczy, nagłośnienia i efektów gitarowych Wojciech Hornowicz. W styczniu 1967 roku doszło do reorganizacji w wyniku której skład zespołu tworzyli: Waldemar Domagała (śpiew), Jerzy Czeladyn (eks-Widma, a następnie Wisusy; gitara solowa; ówczesny student WSE), Roman Runowicz (gitara, harmonijka ustna), Zbigniew Marchewka (gitara basowa) i Grzegorz Zydel (perkusja – nie studiował). W skład ekipy technicznej wchodzili wówczas: Stanisław Lose (reżyseria, scenografia), Zygmunt Kardysz (reżyser dźwięku) i Tadeusz Greniuk (techniczny).

### Reorganizacja składu i zmiana stylu
Wiosną 1968 roku wewnątrz grupy doszło do poważnej awantury w wyniku której Waldemar Domagała nie zgodził się na proponowane przez Losego i Piaseckiego usunięcie z zespołu gitarzysty Jerzego Czeladyna, uznając to za zdradę i na znak protestu odchodząc. W efekcie dotychczasowy skład uległ rozsypce, zaś Piasecki (i Hornowicz) powrócił do Grupy I, a w maju razem z Runowiczem założył zespół Romuald & Roman. We wrześniu 1968 r. odmieniony ELAR (już bez „5” w nazwie) powrócił w składzie, który tworzyli: Waldemar Domagała (śpiew, gitara, harmonijka ustna, flet), Jerzy Czeladyn (gitara solowa), Grzegorz Zydel (perkusja) wraz z nowym gitarzystą basowym, którym został Kazimierz Tomys (nie studiował). W tym okresie formacja rozpoczęła współpracę z profesjonalnymi autorami tekstów – Andrzejem Kuryło (kierownik literacki) i Ryszardem Wojtyłło (późniejsi współpracownicy grupy Romuald & Roman). Dzięki fascynacji jej członków balladami Boba Dylana powstały pierwsze protest songi, takie jak Moloch, czy Nasz wspólny świat oraz program estradowy pt. Spod znaku anemii złośliwej (zawierał m.in. utwory: Nie wiem jeszcze, Oda do dojrzalszych, Moloch, Wrocławski czas) wykonywany przez zespół spowity dymem i oświetlony jaskrawą feerią świateł. Występując w nowym składzie ELAR zdecydował się na zmianę swojego profilu i stylu muzycznego. W nowo opracowanych utworach dominowały długie partie instrumentalne – aranżowane, bądź oparte na improwizacji, zaś Domagała w wywiadzie udzielonym miesięcznikowi Jazz z listopada 1969 roku marzył o tzw. wokalizmie, który polegał na instrumentalnym traktowaniu głosu.

### Dalsze losy zespołu
W 1968 roku powstały pierwsze studyjne nagrania zespołu, zarejestrowane dla Redakcji Muzycznej Polskiego Radia w Warszawie, m.in. Moloch (sł. A. Kuryło) i Wrocławski czas (sł. R. Wojtyłło). Oprócz nietuzinkowej barwy głosu Waldemara Domagały można w nich usłyszeć dobre solówki gitarowe Czeladyna z rozbudowanymi partiami improwizacyjnymi zespołu, które wówczas stanowiły novum, podobnie jak czas trwania każdego z utworów (około 5-6 minut), wychodzący poza schemat 3-minutowej piosenki. W tym okresie ELAR zajął I miejsce na Wrocławskiej Giełdzie Piosenki. W maju 1969 roku grupa zdobyła IV nagrodę w konkursie "Estrada Studencka '69" w ramach IV Festiwalu Kultury Studentów PRL w Krakowie za wykonanie piosenek Komu kwitną chabry i Moloch. Dotarła także do półfinału II Młodzieżowego Festiwalu Muzycznego oraz wystąpiła jako jeden z czterdziestu polskich zespołów rockowych na prestiżowym I OFAB w Kaliszu (listopad 1969). Nagrywała też w PR Wrocław. Artystyczna dojrzałość produkcji zespołu mogła go umiejscowić w czołówce najlepszych polskich zespołów rockowych. Jednak brak profesjonalnej promocji, nagrań płytowych, a także śladowa ilość tych nagranych w Polskim Radiu oraz kilka innych czynników wpłynęło na to, że ELAR poniekąd stał w miejscu i przestał istnieć w 1971 roku wraz z przejściem Waldemara Domagały do Nurtu.

### Dorobek zespołu ELAR
Zespół ELAR przeszedł do historii polskiego rocka za sprawą występów we wrocławskim Pałacyku, wykonaniem kilku ambitnych utworów (Moloch, Wrocławski czas, Oda do dojrzalszych, autorstwa W. Domagały; Komu kwitną chabry i Gdyby wszystkie kwiaty, autorstwa A. Nowackiego), czy nietuzinkowymi tekstami Andrzeja Kuryły. Wraz z rozkwitem mody na rocka psychodelicznego w polskiej muzyce młodzieżowej, ELAR był błyskawicznie naśladowany przez inne zespoły, zaś schedę po nim przejął niejako Romuald & Roman, który w pierwszych latach działalności starał się rozwijać ów psychodeliczny styl.